# Deutscher Wirtschaftsclub Siebenbürgen
Der Deutsche Wirtschaftsclub Siebenbürgen (DWS) wurde im Jahre 1998 in Hermannstadt in Rumänien gegründet und ist in das dortige Vereinsregister eingetragen. Der DWS ist ein gemeinnütziger Verein.
Als Anlaufstelle für Unternehmen aus dem deutschsprachigen Raum, leistet der DWS einen aktiven Beitrag zur Entwicklung der Wirtschaftsbeziehungen zwischen Ländern Europas und der Wirtschaft Rumäniens. Gleichzeitig nimmt der DWS seine Aufgabe als Interessenvertreter dieser Unternehmen vor Ort wahr.
Im Mittelpunkt der Tätigkeit des DWS steht der Erfahrungsaustausch zwischen den Mitgliedsunternehmen, die Informationsvermittlung für die Mitgliedsunternehmen und die Pflege eines konstruktiven Dialogs mit den Vertretern der Politik und der öffentlichen Verwaltung. Zu diesem Zweck veranstaltet der DWS regelmäßige Mitgliedertreffen sowie zahlreiche weitere Veranstaltungen, an denen Persönlichkeiten des öffentlichen Lebens und Vertreter der lokalen Wirtschaft – vorwiegend im Raum Hermannstadt – teilnehmen.
Der Deutsche Wirtschaftsclub Siebenbürgen (DWS) ist ein Forum zur Vertiefung der Wirtschaftsbeziehungen zwischen Rumänien und den Ländern Deutschland, Österreich und der Schweiz. Der Verein arbeitet eng mit der Deutsch-Rumänischen Handelskammer und anderen Wirtschaftsvereinen in Rumänien und Europa zusammen. Der Verein ist auch in anderen nicht-politischen Bereichen aktiv und zeigt damit seine tiefe Verbundenheit mit der Gesellschaft.
Der DWS bietet seinen Mitgliedern eine Plattform für den Erfahrungsaustausch untereinander und die Vertretung eigener Interessen durch eine starke Gemeinschaft. Im Jahr 2024 sind etwa 108 aktive Unternehmen und Institutionen als Mitglied registriert.
Im Rahmen der ordentlichen Mitgliederversammlung des Deutschen Wirtschaftsclub Siebenbürgen vom 10. Juli 2024 wurde der neue Vorstand für eine Amtszeit von drei Jahren gewählt. Ehrenvorsitzende ist Kerstin-Ursula Jahn, Konsulin der BRD in Hermannstadt.

## Publikationen
- Jörg K. Menzer, Gisbert Stalfort, Julian Teves: Rumänisches Wirtschaftsrecht. Juristisches Kompendium für Investoren in Rumänien. Band 1. Honterus-Verlag, Hermannstadt 2010, ISBN 978-973-1725-60-4.